# Subnetwork Access Protocol
Subnetwork Access Protocol (SNAP) je rozšíření IEEE 802.2 LLC umožňující rozlišovat větší počet protokolů, než dovolují osmibitová pole Service Access Point (SAP) přítomná jako LSAP v hlavičce IEEE 802.2.
Pole SNAP a LSAP přidává odesilatel k paketům, aby příjemce mohl rozdělovat přijaté rámce odpovídajícím ovladačům, které zpracovávají příslušný komunikační protokol.

## Úvod
Podsíťový bod připojení (anglicky Sub-Network Point of Attachment, SNPA) je linková adresa používaná protokolem ISIS pro dosažení souseda na broadcast médiu, jejíž účel je podobný jako MAC adresa na fyzické vrstvě
Referenční model ISO/OSI používá při definování komunikace mezi vrstvami přístupový bod služby pro identifikaci, jaký protokol má zpracovávat přijatou zprávu. Na úrovni jedné vrstvy si mohou programy vyměňovat data na základě vzájemně odsouhlaseného mechanismu protokolů. Programy, které nepodporují stejný protokol, spolu nemohou komunikovat. Aby v jedné vrstvě mohlo koexistovat několik protokolů, je nezbytné určit, který protokol se má použít pro zpracování služebních datových jednotek doručených nižší vrstvou.
O přístupovém bodu služby se nejčastěji mluví na rozhraní mezi linkovou vrstvou a síťovou vrstvou, kde se používá cílový přístupový bod služby (anglicky Destination Service Access Point, DSAP) a zdrojový přístupový bod služby (anglicky Source Service Access Point, SSAP) definované ve standardu IEEE 802.2, které umožňují MAC stanici komunikovat s horními vrstvami pomocí různých protokolů.
Standardním protokolům síťové vrstvy byly přiřazeny rezervované LLC adresy uvedené v ISO/IEC TR 11802-1. Pro toto přiřazení je rezervována polovina adresního prostoru LLC (hodnoty, které mají druhý nejméně významný bit roven 1). Ostatní protokoly lze rozlišovat dvěma způsoby. Jedním způsobem použití lokálního přiřazení hodnot LSAP, pro které je dostupná druhá polovina LLC adresního prostoru.
Druhým způsobem je použití SNAP rozšíření, které používá rezervovanou hodnotu LSAP a umožňuje identifikaci protokolů pomocí pole EtherType; také umožňuje definovat jednotlivým výrobcům soukromé prostory identifikátorů protokol. SNAP je používán s IEEE 802.3, IEEE 802.4, IEEE 802.5, IEEE 802.11 a dalšími síťovými standardy IEEE 802 fyzické vrstvy i s některými standardy nevyvinutými IEEE 802, které používají 802.2 LLC, jako např. FDDI.

## Použití
SNAP je rozšíření hlavičky IEEE 802.2 LLC definované v dokument IEEE 802 Overview and Architecture. Paket s LLC hlavičkou s cílovým SAP s hodnotou AA nebo AB šestnáctkově a zdrojovým SAP s hodnotou AA nebo AB šestnáctkově je SNAP paket. Pětibytová SNAP hlavička následuje za 802.2 hlavičkou; skládá se ze 3 oktetů IEEE Organizationally Unique Identifier (OUI) následovaných 2 oktety Protocol ID. Jestliže OUI je šestnáctkově 000000, Protokol ID obsahuje hodnotu EtherType protokolu nad SNAP; jinak pole OUI identifikuje určitou organizaci a Protokol ID je hodnota přiřazená touto organizací pro rozlišení protokolu vyšší vrstvy.
| 802.2 LLC hlavička | 802.2 LLC hlavička | 802.2 LLC hlavička | SNAP rozšíření | SNAP rozšíření |
| DSAP               | SSAP               | Control            | OUI            | Protocol ID    |
| ------------------ | ------------------ | ------------------ | -------------- | -------------- |
| 1 oktet            | 1 oktet            | 1 nebo 2 oktety    | 3 oktety       | 2 oktety       |

SNAP se obvykle používá s rámci typu UI (anglicky Unnumbered Information) 802.2 Protokolová datová jednotka (PDUs), s hodnotou řídicího pole 3 a s LSAP hodnotami šestnáctkově AA, takže 802.2 LLC hlavička pro SNAP paket je obvykle AA AA 03; SNAP však může být použito i s jinými PDU typy.
LLC hlavička má délku 3 oktety, SNAP hlavička 5, takže hlavičky LLC+SNAP mají délku celkem 8 oktetů. Těchto 8 oktetů zkracuje maximální délku dat (například pro internetový protokol) přenášených jedním rámcem v síti Ethernet na 1492 bytů, oproti 1500 bytům při použití rámců Ethernet II; proto se v sítích Ethernet pro protokoly, které mají vlastní hodnotu EtherType, většinou používá formát rámců Ethernet II místo použití hlaviček LLC a SNAP. V jiných typech sítí se kvůli multiplexování různých protokolů na linkové vrstvě používají hlavičky LLC a SNAP, protože MAC vrstva neobsahuje EtherType pole, takže neexistuje jiná možnost vytváření rámců, které by měly větší dostupnou délku přenášených dat.
Můžeme se ptát „k čemu je potřeba zvláštní podsíťová hlavička?“. Odpovědí je, že účelem bylo rozšířit rozhodnutí provedené při návrhu LLC hlavičky, kdy se předpokládalo, že pro rozlišení všech protokolů, které by si výrobci mohli chtít registrovat, bude stačit jeden oktet (s 256 možnými hodnotami) v hlavičce. Když začala rezervace hodnot, brzy se ukázalo, že je hodnot nedostatek. Proto byla navržena rozšiřující hlavička SNAP, pro kterou byly rezervovány šestnáctkové hodnoty AA a AB; s tímto rozšířením lze rozlišovat protokoly pomocí pole EtherType a umožnit jednotlivým dodavatelům používat vlastní číslování protokolů.
IETF dokument RFC 1042 uvádí, že IP a ARP datagramy se mají přenášet sítěmi standardu IEEE 802 v rámcích obsahujících hlavičku LLC a SNAP; výjimkou jsou sítě Ethernet/IEEE 802.3, kde se používá formát rámce Ethernet II, jak je definováno v RFC 894.